# Enicospilus hunanicus
Enicospilus hunanicus är en stekelart som beskrevs av Tang 1990. Enicospilus hunanicus ingår i släktet Enicospilus och familjen brokparasitsteklar. Inga underarter finns listade i Catalogue of Life.